# Адіш Агарвала
Адіш Агарвала (гінді आदीश चन्द्र अग्र्वाल урду ﺁﺩﹽﻳﺴﮫ ﮬﹷﻨﺪﺭﺍ ﺁﹽﮔﹷﺮﻭﹶﻟﹶ; *1956 р.) — юрист, доктор права, письменник і громадський діяч Індії.
Він є старшим адвокатом штату Хар'яна, адвокатом штату Пенджаб (штат Індії), а також Старшим Урядовим радником у Верховному суді Індії і у Високому суді Делі.
Окрім цього Д-р Агарвала є президентом Міжнародної Ради Юристів; головою Індійської асоціації адвокатів; членом правління Індійської Ради Юристів; керівником Індійського Інституту Правової Інформації; генеральним секретарем Індійської асоціації старших адвокатів. Він був Виконавчим директором та членом Вченої Ради юридичного факультету Індійського Університету у м. Бангалор, віце-президентом Асоціації Адвокатів при Верховному суді Індії та заступником голови Ради Адвокатів міста Делі. Член Академічної ради Національного Юридичного Університету м. Патна.
Адіш Агарвала навчався у Ваішському Коледжі в місті Ротак, штат Хар'яна, де постійно займав активну громадську позицію та був обраний головою студентського товариства.
У 1972 році обраний Президентом національної ради Індо-Радянської співдружності.
Під час навчання в коледжі Адіш Агарвала був редактором студентського журналу, що видавався під патронатом тодішнього президента Індії та прем'єр-міністра.
У 1982 році Адіш Агарвала обраний наймолодшим віце-президентом Ради адвокатів Індії, що є найвищим статутним органом адвокатів, створеним відповідно до Закону Індії «Про адвокатуру».
У 1986 році Адіш Агарвала призначений Старшим радником уряду Раджива Ганді. Адіш Агарвала був відповідальним за реформування освітнього сектора Індії. Його заслугою є підвищення рівня правової освіти та створення 140 нових шкіл права.
Навіть при зміні керівництва країни Адіша Агарвала був знову призначений на посаду Старшого радника уряду.
Він є вільним викладачем права у в багатьох юридичних навчальних закладах в Індії і за кордоном.
Його остання книжка «Конституція Індії» побачила світ у 2008 році. Про книгу похвально відгукнувся чинний прем'єр-міністр Індії Манмоган Сінґх.
Адіш Агарвала є автором ще двох видань, редакторами і дописувачами яких стали Віце-Президент Індії, Міністр Юстиції, Міністр Фінансів та інші високопоставлені чиновники.
Наступні дві книги: «Мати Тереза — жива легенда» та «Індія — моя Індія» будуть видані у 2011 році.
Доктор права Адіш Агарвала активно подорожує. Відвідав більш як 120 країн, де представляв Індію на міжнародних конференціях, семінарах, а також виступав представником Уряду Індії на офіційних прийомах. Він мав унікальну нагоду побувати у Білому Домі, а також снідати з Джорджем Бушем, Джорджем Бушем молодшим та двічі з Біллом Клінтоном. Адіш Агарвала брав участь у більш як 5000 офіційних заходах у різних частинах світу.
Про нього було опубліковано десятки статей та знято відео-блоги про його особистість.